# Zu Besuch
Zu Besuch ist ein Lied der deutschen Popsängerin und Rapperin Céline. Das Stück ist die dritte Singleauskopplung aus Céline’s erstem Extended Play Instinkt.

## Entstehung und Artwork
Zu Besuch wurde von Céline selbst – unter ihrem bürgerlichen Namen Céline Dorka – gemeinsam mit den Koautoren Jennifer Allendörfer (Suena) und Luís-Florentino Cruz (Lucry) geschrieben. Die Produktion erfolgte durch die Zusammenarbeit von Lucry und Suena. Das Mastering erfolgte unter der Leitung des Berliner Tontechnikers Lex Barkey.
Auf dem Frontcover der Single ist – neben Künstlernamen und Liedtitel – Céline, auf der Kante eines Sitzmöbels sitzend, zu sehen. Sie trägt eine schwarze Perücke sowie ein rosafarbenes, übergroßes T-Shirt und eine ebenfalls rosafarbene Jogginghose. Sie stützt sich mit ihren Händen nach vorne über, zwischen ihren Beinen, ab und hat den Blick in Richtung der Kamera gerichtet. Die Fotografie entstand beim Musikvideodreh zu Zu Besuch, bei dem Céline das Outfit auch in einer Szene trägt. Das Artwork stammt von dieserbobby.

## Veröffentlichung und Promotion
Die Erstveröffentlichung von Zu Besuch erfolgte als Download und Streaming am 4. September 2020. Die Veröffentlichung erfolgte als Einzeltrack durch die Musiklabels A Million, BTGS und Groove Attack. Verlegt wurde das Lied durch Beatgees Publishing sowie BMG Rights Management. Am 16. Oktober 2020 erschien das Stück auf Céline’s erstem Extended Play Instinkt.
Um das Lied zu bewerben, lud Céline am 20. August 2020 mit den Worten „Zu Besuch“ erstmals ein Teaser aus dem dazugehörigen Musikvideo auf ihren sozialen Medien hoch. Einen Tag später veröffentlichte sie den nächsten Teaser mit dem Kommentar „Werbung“ sowie einen Trailer via YouTube. In den Folgetagen bis zur und nach der Veröffentlichung folgten weitere Screenshots und Teaser um das Stück zu bewerben.

## Inhalt
| „Brauchst du Liebe? Ja, dann geh zu deiner Mama (Ey). Das Einzige, was von uns bleibt, ist der Kater. Nein, du kannst mir nicht trauen, geb’ Kickdown und; steig in dein Batmobil, du musst weg von mir. Baby, ich tu’ dir nicht gut (Nicht gut, nicht gut). Präsidentensuite (Yeah), rauchen Cali-Weed (Na, na, na, na). Doch ich bleib’ nur zu Besuch, hey.“ – Refrain, Originalauszug | Der Liedtext zu Zu Besuch ist in deutscher Sprache verfasst. Die Musik wurde gemeinsam von Lucry und Suena komponiert; der Text von Céline und Lucry geschrieben. Musikalisch bewegt sich das Lied im Bereich des deutschen Hip-Hops und Raps. Das Tempo beträgt 100 Schläge pro Minute. Die Tonart ist b-Moll. Inhaltlich geht es im Lied darum, wenig Zeit für zwischenmenschliches zu haben, weil die Person den Fokus auf das „Geschäft“ legt. Aufgebaut ist das Lied auf zwei Strophen, einem Refrain sowie einem Outro. Das Lied beginnt zunächst mit dem Refrain. An den Refrain schließt direkt die erste Strophe an. Auf die erste Strophe folgt zunächst ein sogenannter „Pre-Chorus“, ehe zum zweiten Mal der Refrain einsetzt. Der gleiche Vorgang wiederholt sich mit der zweiten Strophe. Nach dem dritten Refrain endet das Lied mit dem Outro, das lediglich noch einmal eine Wiederholung des Refrains beinhaltet. Während des Outros sind im Hintergrund kurz die Stimmen von Lucry und Suena zu hören. Im Liedtext finden sich einige Anglizismen wie „Cali“ (englisch Kurzform für ‚Kalifornien‘), „baby“ (englisch für ‚Liebling‘), „chillen“ (englisch für ‚abhängen‘), „stories“ (englisch für ‚Geschichten‘) oder auch „smoken“ (englisch für ‚rauchen‘) wieder. |

## Musikvideo
Das Musikvideo zu Zu Besuch feierte am 3. September 2020 seine Premiere auf YouTube und wurde komplett mit einem Xiaomi MI 10 Smartphone gedreht. Zu sehen ist Céline, die in vier unterschiedliche Rollen schlüpft. Sie spielt dabei vier unterschiedliche Personen, mit verschiedenen Haarfarben und Outfits, die alle ihre Zeit auf einem Villa-Gelände, sowohl innen als auch außen, verbringen. Die Gesamtlänge des Videos beträgt 2:39 Minuten. Regie führten, wie schon bei der vorangegangenen Single Blue Jeans, erneut Hely Doan und Traviez the Director. Bis heute zählt das Musikvideo über 400 Tausend Aufrufe bei YouTube (Stand: September 2020).

## Mitwirkende
| Liedproduktion - Jennifer Allendörfer (Suena): Begleitgesang, Komponist, Musikproduzent - Lex Barkey: Mastering - Luís-Florentino Cruz (Lucry): Begleitgesang, Komponist, Liedtexter, Musikproduzent - Céline Dorka: Gesang, Liedtexter, Rap Unternehmen - A Million: Musiklabel - Beatgees Publishing: Verlag - BTGS: Musiklabel - BMG Rights Management: Verlag - Cloud95: Filmproduzent (Musikvideo) - Groove Attack: Musiklabel | Artwork - dieserbobby: Fotograf (Cover) Musikvideo - Neslihan Degerli: Styling-Assistenz - Hely Doan: Friseur, Kreativdirektor, Regisseur, Schminke - Phil Elmarino: Oberbeleuchter - Lennart Fränkel: 1. Kameraassistent, Colorist - Linh Le: Produktions-Assistenz - Katharina Primm: Styling-Assistenz - Philip Schröter: Oberbeleuchter - Traviez the Director: Kameramann, Regisseur |

## Charts und Chartplatzierungen
Zu Besuch erreichte in Deutschland Rang 52 der Singlecharts und platzierte sich eine Woche in den Charts. In den deutschen Streamingcharts platzierte sich die Single ebenfalls auf Rang 52.
Für Céline als Autorin und Interpretin ist Zu Besuch der fünfte Charterfolg in den deutschen Singlecharts. Lucry erreichte hiermit zum 17. Mal die deutschen Singlecharts als Produzent sowie zum 13. mal in seiner Autorentätigkeit. Für Suena ist es der siebte Charterfolg in Deutschland als Produzentin sowie der fünfte als Autorin.